# Traversée du Rhin
Cet article concerne l'offensive militaire alliée de 1945. Pour les autres significations, voir Passage du Rhin.
Seconde Guerre mondiale
Batailles
Campagne d'Allemagne de 1945
- Blackcock
- Veritable
- Blockbuster
- Grenade
- Lumberjack
  - Remagen
- Undertone
- Traversée du Rhin
- Varsity
- Poche de la Ruhr
- Francfort
- Wurtzbourg
- Cassel
- Heilbronn
- Friesoythe
- Nuremberg
- Hambourg
- Amherst
- Archway
- Château d'Itter

Front d’Europe de l’Ouest
Front d’Europe de l’Est
Campagnes d'Afrique, du Moyen-Orient et de Méditerranée
Bataille de l’Atlantique
Guerre du Pacifique
Guerre sino-japonaise
La traversée du Rhin, également connue sous le nom de code opération Plunder, est, lors de la Seconde Guerre mondiale, l'offensive des Alliés qui s'est déroulée du 22 mars au 1er avril 1945 afin d'établir au nord de la Ruhr une tête de pont pour poursuivre leur avancée en Allemagne. Il s'agissait de la première traversée du Rhin en bateau par une armée depuis l'époque de Napoléon Bonaparte.

## Contexte historique
Les opérations Veritable et Grenade au Nord de Düsseldorf et Lumberjack et Undertone entre Düsseldorf et Cologne avaient permis aux Alliés d’occuper rapidement le territoire allemand sur la rive gauche du Rhin. Toutefois Eisenhower craignait que le franchissement du fleuve soit difficile avec les mortiers allemands et l'artillerie lourde en place sur des positions solides sur la rive droite.
Au sud de la Ruhr, entre Cologne et Coblence, la prise inespérée du pont de Remagen presque intact, le 7 mars 1945, permettait la création d'une première tête de pont sur la rive droite.
Au nord de la Ruhr, entre Duisbourg et la frontière avec les Pays-bas, la création d'une seconde tête de pont par le franchissement en force du fleuve était confiée au 21e Groupe d’armées britannique.

## Déroulement de l'opération

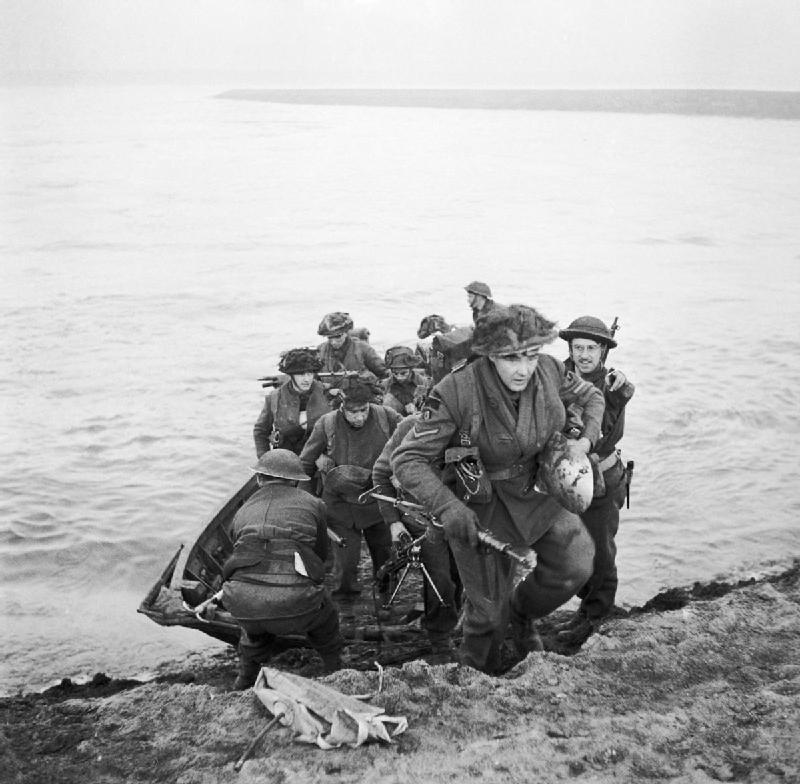
Les hommes de la écossaise quittent leurs embarcations d'assaut après avoir traversé le Rhin (24 mars 1945).

Commencée dans la nuit du 23 mars 1945, l'opération Plunder consistait à faire traverser le Rhin, la Wesel et le sud du canal de Lippe par la IIe armée britannique du lieutenant-général Miles Dempsey (opérations Turnscrew, Widgeon et Torchlight) et la 9e armée américaine (opération Flashpoint), du lieutenant-général William Simpson entre les villes de Xanten et Rees. Le XVIII U.S. Airborne Corps, formé par la 6e division aéroportée britannique et par la 17e division aéroportée américaine, menèrent l'opération Varsity. Toutes ces formations faisaient partie du 21e groupe armé commandé par le maréchal Bernard Montgomery. L'opération Plunder était l'une des traversées coordonnées du Rhin par les Alliés. 
Le 24 mars, Churchill a franchi le Rhin dans un LCM (engin de débarquement mécanisé), symbolisant l'entrée des troupes alliées en Allemagne. Les défenses le long du Rhin furent détruites et les Alliés envahirent la région industrielle de la Ruhr, privant l'Allemagne de ses usines de fabrication de chars . Pendant la Seconde Guerre mondiale, la Ruhr était au cœur de l'industrie de guerre allemande.
L'opération fut un succès et dès le 27 mars, les Alliés avaient établi une solide tête de pont de 55 km de large et 30 km de profondeur sur la rive orientale du Rhin. Les troupes allemandes sont dès lors encerclées dans la poche de la Ruhr.